# Mucronella polyporacea
Mucronella polyporacea är en svampart som beskrevs av Velen. 1922. Mucronella polyporacea ingår i släktet Mucronella och familjen fingersvampar.   Inga underarter finns listade i Catalogue of Life.